# Hugo de São Vítor
Hugo de São Vítor, C.R.S.A. (em francês:  Hugues de Saint-Victor; 1096 — 11 de fevereiro de 1141) foi um filósofo, teólogo, cardeal e autor místico da Idade Média.
Nascido na Saxônia, no Sacro Império Romano-Germânico, foi um importante professor da escola do mosteiro da Abadia de São Vítor, em Paris, tendo recebido seu nome por isso. A escola foi fundada por Guilherme de Champeaux, ex-professor de teologia da escola anexa à Catedral de Notre Dame. É cultuado como beato da Igreja Católica.

## Biografia
Descendente da família dos condes de Blankenburg de Harz, ele estava relacionado com Reinhard, bispo de Halberstadt, que fundou o mosteiro de Hamersleben.
Entra na Ordem dos Cónegos Regrantes de Santo Agostinho, no mosteiro de Hamersleben, perto de Halberstadt, em uma idade jovem. Enviado ao exterior pelo bispo de Halberstadt, ele viajou com seu tio, arcediago Hugh de Halberstadt, onde obteve primeiro relíquias do mártir Vítor em Marselha e depois foi para Paris.
Em Paris, por volta de 1115, ele se estabeleceu no recém-fundado mosteiro de Saint-Victor. Desde meados da década de 1120 até sua morte, ele foi o principal mestre da escola de São Vítor. Ele assinou atos oficiais em 1127, 1139, e novamente entre 1133 e 1140. Torna-se prior do mosteiro de São Vítor de 1133 até sua morte. Ele deixou a abadia apenas algumas poucas vezes, uma vez para visitar o tribunal papal do Papa Inocêncio II, ou na França, ou na Itália.
Criado cardeal-bispo de Tusculum no consistório celebrado em dezembro de 1139.
Ele era o mais famoso dos teólogos antes de Tomás de Aquino. Em seu tempo, ele foi comparado com Santo Agostinho.

## Obra
Seu tratado intitulado "Didascalicon" serviu como referência tanto aos estudantes como aos professores das recém-abertas escolas catedralícias da Europa medieval. O tratado divide e classifica, sistematicamente, as formas de conhecimento.
Nesta primeira grande obra teológica medieval ele foi o primeiro a escolher entre a grande variedade de ações rituais (bênçãos, sorte, exorcismos, etc), o que hoje são conhecidas como os sacramentos, como foi definido pelo reconhecimento do Dogma da Igreja Católica com o Quarto Concílio de Latrão de 1215. Neste trabalho, ele também desenvolve a chave para entender as Escrituras distinguindo entre o significado literal (história) e o profundo significado para além das linhas (alegoria).

### Trabalhos
- Didascalicon de studio legendi in PL CLXXVI, 737 - 812
  - Didascalicon de studio legendi, a c. di M. Sannelli, La Finestra editrice, Lavis, 2011 (testo critico latino e traduzione italiana) ISBN 978-88-95925-27-1
- De institutione novitiorum, in PL CLXXVI, 925 - 952
- Epitome Dindimi in philosophiam, in R. Baron, Hugonis de Sancto Victori Opera propedeutica, Notre Dame, 1966
- De grammatica, in R. Baron, Hugonis de Sancto Victori Opera propedeutica, Notre Dame, 1966
- Practica geometriae, in R. Baron, Hugonis de Sancto Victori Opera propedeutica, Notre Dame, 1966
- Descriptio mappe mundi, in P. Gauthier-Dalché, La "Descriptio mappe mundi" de Hugues de Saint-Victor. Texte inédit avec introduction et commentaire, Paris 1988
- Chronicon, inedito
- Quaestiones Et Decisiones In Epistolas Divini Pauli[5]
- De Scripturis et scriptoribus sacris, in PL CLXXV, 9-28
- Annotationes in Pentateuchon, in PL CLXXV, 29-86
- Annotationes in libros Iudicum et Ruth, in PL CLXXV, 87-96
- Annotationes in libros Regum, in PL CLXXV, 95-114
- Homiliae in Ecclesiasten, in PL CLXXV, 113-256
- Expositio super Psalmos, in PL CLXXVII, 589-634
- Expositio super Threnos, in PL CLXXV, 255-322
- Institutiones in Decalogum, in PL CLXXVI 9-14
- Eulogium sponsi et sponsae, in PL CLXXVI, 987-994
- In canticum beatae Mariae, in PL CLXXV, 413-432
- De oratione dominica, in PL CLXXV, 774-789
- De assumptione beatae Mariae, in PL CLXXVII, 1209-1222
- De Modo Dicendi Et Meditandi Libellus[6]
- Commentarius in Hierarchiam coelestem, in PL CLXXV, 923-1154
- Dialogus de sacramentis legis naturalis et scriptae, in PL CLXXVI, 17-42
- Sententiae de divinitate, in A. M. Piazzoni, Ugo di San Vittore 'auctor' della "Sententiae de divinitate, Studi Medievali, 23 (1982)
- De sacramentis christianae fidei, in PL CLXXVI, 173-618
- De verbo Dei, in Pl CLXXVII, 289-294
- De quatuor voluntatibus, in PL CLXXVI, 941-846
- De Verbo incarnato collationes, in PL CLXXVII, 320-324
- De sapientia Christi, in PL CLXXVI, 845-856
- De tribus diebus, in PL CLXXVI, 811-838
- De potestate et voluntate Dei uta maior sit, in PL CLXXVI, 839-842
- De beatae Mariae verginitate, in PL CLXXVI, 857-876
- De tribus rerum subsistentiis, in C. H. Buttimer, Hugonis de Sancto Victore Didascalicon De studio legendi. A critical Text, Washington 1939
- De arca Noe morali, in PL CLXXVI, 617-680
- De arca Noe mystica, in PL CLXXVI, 681-704
- De vanitate mundi, in PL CLXXVI, 703-740
- De septem donis Spiritus sancti, in PL CLXXV, 410-414
- De quinque septenis, in PL CLXXV, 405-410
- De unione corporis et spiritu, in PL CLXXVII, 285-289
- De meditatione, in PL CLXXVI, 993-998
- De virtute orandi, in PL CLXXVI, 977-988
- De substantia dilectionis, in PL CLXXVI, 15-18
- De laude caritatis, in PL CLXXVI, 696-976
- Soliloquium de arrha animae, PL CLXXVI, 951-970
- Epistolae duae ad Ranulphum de Mauriaco, in PL CLXXVI, 1011
- Epistola ad Iohannem Hispalensem, in PL CLXXVI, 1014
- Miscellanea, in PL CLXXVII, 469-590

Em português
- Quaestiones Et Decisiones In Epistolas Divini Pauli (Anotações à Epístola aos Romanos)[7]